# Patern (imię)
Patern – imię pochodzi od łacińskiego słowa paternus znaczącego tyle co odziedziczony po ojcu, lub ojcowski, a jego odpowiednikami w tym języku są: Paternus i Pathernius. W średniowieczu określeniem tym opisywano ikonę Boga Ojca. Imieniny obchodzi 21 maja.